# 2021–2022-es Európa-liga
A 2021–2022-es Európa-liga az Európa-liga 13. szezonja volt. A döntőt 2022 májusában játszották Sevillában. A győztes részvételi jogot szerzett a 2022–2023-as UEFA-bajnokok ligájába.
2021. június 24-én az UEFA a klubtornákon eltörölte az idegenben szerzett gólok szabályát, amely 1965 óta volt érvényben.
A tornát a német Eintracht Frankfurt nyerte, amely az UEFA-kupákkal együtt második alkalommal győzött a sorozatban.

## A besorolás rendszere
A 2021–2022-es Európa-ligában az UEFA 31 tagországának 58 csapata vett részt. Az egyes országok indulásra jogosult csapatainak számát az országokra vonatkoztatott UEFA-együttható alapján határozták meg:
- az 1–5. helyen rangsoroltak 2 csapatot indíthattak,
- a 6–15. helyen rangsoroltak 1 csapatot indíthattak.

További résztvevők:
- 37 csapat, amely a UEFA-bajnokok ligájából kiesik és átkerült az Európa-ligába.

### Rangsor
A 2021–2022-es Európa-liga kiosztott helyeihez a 2020-as ország-együtthatót vették alapul, amely az országok csapatainak teljesítményét vette figyelembe a 2015–16-os szezontól a 2019–20-asig.
| Hely. | Szövetség     | Koeff.  | Cs | Mj |
| ----- | ------------- | ------- | -- | -- |
| 1.    | Spanyolország | 102,283 | 2  |    |
| 2.    | Anglia        | 90,462  | 2  |    |
| 3.    | Németország   | 74,784  | 2  |    |
| 4.    | Olaszország   | 70,653  | 2  |    |
| 5.    | Franciaország | 59,248  | 2  |    |
| 6.    | Portugália    | 49,449  | 1  |    |
| 7.    | Oroszország   | 45,549  | 1  |    |
| 8.    | Belgium       | 37,900  | 1  |    |
| 9.    | Ukrajna       | 36,100  | 1  |    |
| 10.   | Hollandia     | 35,750  | 1  |    |
| 11.   | Törökország   | 33,600  | 1  |    |
| 12.   | Ausztria      | 32,925  | 1  |    |
| 13.   | Dánia         | 29,250  | 1  |    |
| 14.   | Skócia        | 27,875  | 1  |    |
| 15.   | Csehország    | 27,300  | 1  |    |
| 16.   | Ciprus        | 26,750  | 0  |    |
| 17.   | Svájc         | 26,400  | 0  |    |
| 18.   | Görögország   | 26,300  | 0  |    |
| 19.   | Szerbia       | 25,500  | 0  |    |

| Hely. | Szövetség        | Koeff. | Cs | Mj |
| ----- | ---------------- | ------ | -- | -- |
| 20.   | Horvátország     | 24,875 | 0  |    |
| 21.   | Svédország       | 22,750 | 0  |    |
| 22.   | Norvégia         | 21,750 | 0  |    |
| 23.   | Izrael           | 19,625 | 0  |    |
| 24.   | Kazahsztán       | 19,250 | 0  |    |
| 25.   | Fehéroroszország | 18,875 | 0  |    |
| 26.   | Azerbajdzsán     | 18,750 | 0  |    |
| 27.   | Bulgária         | 17,375 | 0  |    |
| 28.   | Románia          | 16,700 | 0  |    |
| 29.   | Lengyelország    | 16,625 | 0  |    |
| 30.   | Szlovákia        | 15,875 | 0  |    |
| 31.   | Liechtenstein    | 13,500 | 0  |    |
| 32.   | Szlovénia        | 13,000 | 0  |    |
| 33.   | Magyarország     | 12,875 | 0  |    |
| 34.   | Luxemburg        | 8,000  | 0  |    |
| 35.   | Litvánia         | 7,875  | 0  |    |
| 36.   | Örményország     | 7,625  | 0  |    |
| 37.   | Lettország       | 7,625  | 0  |    |

| Hely. | Szövetség           | Koeff. | Cs | Mj |
| ----- | ------------------- | ------ | -- | -- |
| 38.   | Albánia             | 7,375  | 0  |    |
| 39.   | Macedónia           | 7,375  | 0  |    |
| 40.   | Bosznia-Hercegovina | 6,875  | 0  |    |
| 41.   | Moldova             | 6,750  | 0  |    |
| 42.   | Írország            | 6,700  | 0  |    |
| 43.   | Finnország          | 6,500  | 0  |    |
| 44.   | Grúzia              | 5,750  | 0  |    |
| 45.   | Málta               | 5,750  | 0  |    |
| 46.   | Izland              | 5,375  | 0  |    |
| 47.   | Wales               | 5,000  | 0  |    |
| 48.   | Észak-Írország      | 4,875  | 0  |    |
| 49.   | Gibraltár           | 4,750  | 0  |    |
| 50.   | Montenegró          | 4,375  | 0  |    |
| 51.   | Észtország          | 4,375  | 0  |    |
| 52.   | Koszovó             | 4,000  | 0  |    |
| 53.   | Feröer              | 3,750  | 0  |    |
| 54.   | Andorra             | 2,831  | 0  |    |
| 55.   | San Marino          | 0,666  | 0  |    |

### Lebonyolítás
A torna lebonyolítása az alábbi volt:
|                                       |                                       | A szakaszban bekapcsolódó csapatok | Az előző forduló továbbjutói                                                                         | Az UEFA-bajnokok ligájából átkerülő csapatok |
| ------------------------------------- | ------------------------------------- | --- | --- | --- |
| Selejtező                             | Bajnoki ág (10 csapat)                | | | - 10 vesztes a BL 2. selejtezőkörének bajnoki ágáról |
| Selejtező                             | Nem bajnoki ág (6 csapat)             | - 3 kupagyőztes a 14–16. helyen rangsorolt kupából | | - 3 vesztes a BL 2. selejtezőkörének bajnoki ágáról |
| Rájátszás (20 csapat)                 | Rájátszás (20 csapat)                 | - 6 kupagyőztes a 8–13. helyen rangsorolt kupákból | - 5 győztes a 3. selejtezőkör bajnoki ágáról - 3 győztes a BL 3. selejtezőkörének nem bajnoki ágáról | - 6 vesztes a BL 3. selejtezőkörének bajnoki ágáról |
| Csoportkör (32 csapat)                | Csoportkör (32 csapat)                | - 7 kupagyőztes az 1–7. helyen rangsorolt kupákból - 1 negyedik az 5. helyen rangsorolt bajnokságból - 4 ötödik az 1–4. helyen rangsorolt bajnokságból | - 10 győztes a rájátszásból                                                                          | - 4 vesztes a BL rájátszásának bajnoki ágáról - 2 vesztes a BL rájátszásának nem bajnoki ágáról - 4 vesztes a BL 3. selejtezőkörének nem bajnoki ágáról |
| A nyolcaddöntő rájátszása (16 csapat) | A nyolcaddöntő rájátszása (16 csapat) | | - 8 csoportmásodik                                                                                   | - 8 harmadik a BL csoportköréből |
| Egyenes kieséses szakasz (16 csapat)  | Egyenes kieséses szakasz (16 csapat)  | | - 8 csoportgyőztes - 8 győztes a rájátszásból                                                        | |

### Csapatok
Az alábbi táblázatban olvasható, hogy a csapatok melyik körben kapcsolódtak be.
Rövidítések
- kgy: kupagyőztes
- x.: bajnoki helyezés jogán indul
- BL: A 2021–2022-es UEFA-bajnokok ligájából átkerülő csapat
  - CS.: csoportkör harmadik helyezettjeként
  - B/NB R.: a rájátszásból (bajnoki ág/nem bajnoki ág)
  - B/NB S3: a 3. selejtezőkörből (bajnoki ág/nem bajnoki ág)
  - B/NB S2: a 2. selejtezőkörből (bajnoki ág/nem bajnoki ág)

| Forduló   | Forduló   | Csapatok                   | Csapatok                | Csapatok                    | Csapatok                    |
| --------- | --------- | -------------------------- | ----------------------- | --------------------------- | --------------------------- |
| Rájátszás | Rájátszás | RB Leipzig (BL CS)         | Porto (BL CS)           | Borussia Dortmund (BL CS)   | Sheriff Tiraspol (BL CS)    |
| Rájátszás | Rájátszás | Barcelona (BL CS)          | Atalanta (BL CS)        | Sevilla (BL CS)             | Zenyit (BL CS)              |
|           |           |                            |                         |                             |                             |
| CS        | CS        | Real Sociedad (5.)         | Real Betis (6.)         | Leicester City (kgy.)       | West Ham United (6.)        |
| CS        | CS        | Eintracht Frankfurt (5.)   | Bayer Leverkusen (6.)   | Napoli (5.)                 | Lazio (6.)                  |
| CS        | CS        | Lyon (4.)                  | Marseille (5.)          | Braga (kgy.)                | Lokomotyiv Moszkva (kgy.)   |
| CS        | CS        | Brøndby (BL B R)           | Dinamo Zagreb (BL B R)  | Ludogorec Razgrad (BL B R)  | Ferencváros (BL B R)        |
| CS        | CS        | Monaco (BL B R)            | PSV Eindhoven (BL B R)  | Szpartak Moszkva (BL NB S3) | Genk (BL NB S3)             |
| CS        | CS        | FC Midtjylland (BL NB S3)  | Sparta Praha (BL NB S3) |                             |                             |
|           |           |                            |                         |                             |                             |
| R         | R         | Antwerp (3.)               | FK Zorja Luhanszk (3.)  | AZ (3.)                     | Fenerbahçe (3.)             |
| R         | R         | Sturm Graz (3.)            | Randers (kgy.)          | Rangers (BL B S3)           | Slavia Praha (BL B S3)      |
| R         | R         | Olimbiakósz (BL B S3)      | Crvena zvezda (BL B S3) | CFR Cluj (BL B S3)          | Legia Warszawa (BL B S3)    |
|           |           |                            |                         |                             |                             |
| S         | B         | Omónia (BL B S2)           | Kajrat (BL B S2)        | Neftçi (BL B S2)            | Slovan Bratislava (BL B S2) |
| S         | B         | Mura (BL B S2)             | Žalgiris (BL B S2)      | Alashkert (BL B S2)         | HJK (BL B S2)               |
| S         | B         | Lincoln Red Imps (BL B S2) | Flora (BL B S2)         |                             |                             |
| S         | F         | St. Johnstone (kgy.)       | Jablonec (3.)           | Anórthoszisz (kgy.)         | Galatasaray (BL NB S2)      |
| S         | F         | Rapid Wien (BL NB S2)      | Celtic (BL NB S2)       |                             |                             |

## Fordulók és időpontok
A mérkőzések időpontjai a következők. A sorsolásokat – a csoportkör sorsolásának kivételével – az UEFA székházában Nyonban, Svájcban tartják.
| Szakasz                  | Forduló                     | Sorsolás dátuma     | 1. mérkőzés                                             | 2. mérkőzés                                             |
| ------------------------ | --------------------------- | ------------------- | ------------------------------------------------------- | ------------------------------------------------------- |
| Selejtezők               | 3. forduló                  | 2021. július 19.    | 2021. augusztus 5.                                      | 2021. augusztus 12.                                     |
| Selejtezők               | Rájátszás                   | 2021. augusztus 2.  | 2021. augusztus 19.                                     | 2021. augusztus 26.                                     |
| Csoportkör               | 1. mérkőzésnap              | 2021. augusztus 27. | 2021. szeptember 16.                                    | 2021. szeptember 16.                                    |
| Csoportkör               | 2. mérkőzésnap              | 2021. augusztus 27. | 2021. szeptember 30.                                    | 2021. szeptember 30.                                    |
| Csoportkör               | 3. mérkőzésnap              | 2021. augusztus 27. | 2021. október 21.                                       | 2021. október 21.                                       |
| Csoportkör               | 4. mérkőzésnap              | 2021. augusztus 27. | 2021. november 4.                                       | 2021. november 4.                                       |
| Csoportkör               | 5. mérkőzésnap              | 2021. augusztus 27. | 2021. november 25.                                      | 2021. november 25.                                      |
| Csoportkör               | 6. mérkőzésnap              | 2021. augusztus 27. | 2021. december 9.                                       | 2021. december 9.                                       |
| Egyenes kieséses szakasz | Rájátszás a nyolcaddöntőért | 2021. december 13.  | 2022. február 17.                                       | 2022. február 24.                                       |
| Egyenes kieséses szakasz | Nyolcaddöntők               | 2022. február 25.   | 2022. március 10.                                       | 2022. március 17.                                       |
| Egyenes kieséses szakasz | Negyeddöntők                | 2022. március 18.   | 2022. április 7.                                        | 2022. április 14.                                       |
| Egyenes kieséses szakasz | Elődöntők                   | 2022. március 18.   | 2022. április 28.                                       | 2022. május 5.                                          |
| Egyenes kieséses szakasz | Döntő                       | 2022. március 18.   | 2022. május 18., Estadio Ramón Sánchez-Pizjuán, Sevilla | 2022. május 18., Estadio Ramón Sánchez-Pizjuán, Sevilla |

## Selejtezők

### 3. selejtezőkör
A 3. selejtezőkör két ágból állt. A bajnoki ágon 10, a főágon 6 csapat vett részt.
- BL: A BL 2. selejtezőköréből kieső csapat, a sorsoláskor nem volt ismert.

Bajnoki ág
A bajnoki ágon nem alkalmaztak kiemelést.
| - Omónia (BL) - Neftçi (BL) - Slovan Bratislava (BL) - Kajrat (BL) - Mura (BL) | - HJK (BL) - Lincoln Red Imps (BL) - Flora (BL) - Alashkert (BL) - Žalgiris (BL) |

Főág
| Kiemelt csapatok: - Jablonec (7,000) - St. Johnstone (6,675) - Anórthoszisz (5,550) | Nem kiemelt csapatok: - Celtic (BL) - Galatasaray (BL) - Rapid Wien (BL) |

Párosítások
A 3. selejtezőkör sorsolását 2021. július 19-én, 13 órától tartották. A párosítások győztesei a rájátszásba jutottak. A bajnoki ág vesztes csapatai az UEFA Európa Konferencia Liga rájátszásának a bajnoki ágára, a főág vesztes csapatai az UEFA Európa Konferencia Liga rájátszásának a főágára kerültek.
| 1. csapat        | Össz.Tooltip Aggregate score | 2. csapat         | 1. mérk. | 2. mérk.   |
| ---------------- | ---------------------------- | ----------------- | -------- | ---------- |
| Bajnoki ág       |                              |                   |          |            |
| Omónia           | 2–2 (t. 5–4)                 | Flora             | 1–0      | 1–2 (h.u.) |
| Mura             | 1–0                          | Žalgiris          | 0–0      | 1–0        |
| Kajrat           | 2–3                          | Alashkert         | 0–0      | 2–3 (h.u.) |
| Lincoln Red Imps | 2–4                          | Slovan Bratislava | 1–3      | 1–1        |
| Neftçi           | 2–5                          | HJK               | 2–2      | 0–3        |
| Nem bajnoki ág   |                              |                   |          |            |
| Jablonec         | 2–7                          | Celtic            | 2–4      | 0–3        |
| Rapid Wien       | 4–2                          | Anórthoszisz      | 3–0      | 1–2        |
| Galatasaray      | 5–3                          | St. Johnstone     | 1–1      | 4–2        |

### Rájátszás
Kiemelés
A rájátszásban összesen 20 csapat vett részt. A csapatokat négy csoportra osztották a következők szerint:
- 1. kiemeltek: 6 csapat, amely ebben a körben lépett be.
- 2. kiemeltek: 6 vesztes csapat a Bajnokok Ligája 3. selejtezőkörének bajnoki ágáról, amelyek a sorsolás időpontjában ismeretlenek voltak.
- 3. kiemeltek: 5 győztes csapat a 3. selejtezőkör bajnoki ágáról, amelyek a sorsolás időpontjában ismeretlenek voltak.
- 4. kiemeltek: 3 győztes csapat a 3. selejtezőkör főágáról, amelyek a sorsolás időpontjában ismeretlenek voltak.

Először a 4. kiemelteket sorsolták az 1. kiemeltekkel, ameddig a 4. kiemeltek el nem fogytak. Ezt követően az 1. kiemeltek maradék 3 csapatát sorsolták a 3. kiemeltekkel, ameddig az 1. kiemeltek el nem fogytak. Majd a 3. kiemeltek maradék 2 csapatát sorsolták a 2. kiemeltekkel, ameddig a 3. kiemeltek el nem fogytak. Végül a 2. kiemeltek maradék négy csapatát egymással sorsolták.
- BL: A BL 3. selejtezőkörének vesztes csapata, a sorsoláskor nem volt ismert.
- T: A 3. selejtezőkörből továbbjutott csapat, a sorsoláskor nem volt ismert.

| 1. kiemeltek: - AZ (21,500) - Fenerbahçe (19,500) - FK Zorja Luhanszk (15,000) - Antwerp (10,500) - Sturm Graz (7,165) - Randers (5,575) | 2. kiemeltek: - Slavia Praha (BL) - Olimbiakósz (BL) - Crvena zvezda (BL) - Rangers (BL) - Legia Warszawa (BL) - CFR Cluj (BL) |
| 3. kiemeltek: - Omónia (T) - Mura (T) - Alashkert (T) - Slovan Bratislava (T) - HJK (T)                                                  | 4. kiemeltek: - Celtic (T) - Galatasaray (T) - Rapid Wien (T)                                                                  |

Párosítások
A rájátszás sorsolását 2021. augusztus 2-án, 13:30-tól tartották. A párosítások győztesei a csoportkörbe jutottak. A vesztes csapatok az UEFA Európa Konferencia Liga csoportkörébe kerültek.
| 1. csapat     | Össz.Tooltip Aggregate score | 2. csapat         | 1. mérk. | 2. mérk.   |
| ------------- | ---------------------------- | ----------------- | -------- | ---------- |
| Randers       | 2–3                          | Galatasaray       | 1–1      | 1–2        |
| Rapid Wien    | 6–2                          | Zorja Luhanszk    | 3–0      | 3–2        |
| Celtic        | 3–2                          | AZ                | 2–0      | 1–2        |
| Fenerbahçe    | 6–2                          | HJK               | 1–0      | 5–2        |
| Mura          | 1–5                          | Sturm Graz        | 1–3      | 0–2        |
| Omónia        | 4–4 (t. 2–3)                 | Antwerp           | 4–2      | 0–2 (h.u.) |
| Olimbiakósz   | 5–2                          | Slovan Bratislava | 3–0      | 2–2        |
| Rangers       | 1–0                          | Alashkert         | 1–0      | 0–0        |
| Slavia Praha  | 3–4                          | Legia Warszawa    | 2–2      | 1–2        |
| Crvena zvezda | 6–1                          | CFR Cluj          | 4–0      | 2–1        |

## Csoportkör
Az alábbi csapatok vesznek részt a csoportkörben:
- 12 csapat ebben a körben lépett be,
- 10 győztes csapat a rájátszásból,
- 6 vesztes csapat a UEFA-bajnokok ligája rájátszásából (4 a bajnoki ágról, 2 a nem bajnoki ágról),
- 4 vesztes csapat a UEFA-bajnokok ligája 3. selejtezőkörének nem bajnoki ágáról.

A csapatokat 4 kalapba sorolták be, az UEFA-együtthatójuk sorrendjében. A 32 csapatot 8 darab négycsapatos csoportba sorsolták. Azonos tagországba tartozó, illetve az orosz és ukrán csapatok nem voltak sorsolhatók azonos csoportba. A sorsolást 2021. augusztus 27-én tartották Isztambulban közép európai idő szerint 12 órától (helyi idő szerint 13 órától).
A csapatok oda-visszavágós körmérkőzéses rendszerben mérkőztek. Egy játéknapon rendezték az összes mérkőzést. A játéknapok: szeptember 16., szeptember 30., október 21., november 4., november 25., december 9. Az első helyezettek a nyolcaddöntőbe, a második helyezettek a nyolcaddöntő rájátszásába, a harmadik helyezettek a UEFA Európa Konferencia Liga nyolcaddöntőjének rájátszásába kerültek.
| 1. kalap - Lyon (76,000) - Napoli (74,000) - Bayer Leverkusen (57,000) - Dinamo Zagreb (44,500) - Lazio (44,000) - Olimbiakósz (43,000) - Monaco (36,000) - Braga (35,000) 2. kalap - Celtic (34,000) - Eintracht Frankfurt (33,000) - Crvena zvezda (32,500) - Leicester City (32,000) - Rangers (31,250) - Lokomotyiv Moszkva (31,000) - Genk (30,000) - PSV Eindhoven (29,000) | 3. kalap - Marseille (28,000) - Ludogorec Razgrad (28,000) - West Ham United (20,113) - Real Sociedad (19,571) - Real Betis (19,571) - Fenerbahçe (19,500) - Szpartak Moszkva (18,500) - Sparta Praha (17,500) 4. kalap - Rapid Wien (17,000) - Galatasaray (17,000) - Legia Warszawa (16,500) - Midtjylland (13,500) - Ferencváros (13,500) - Antwerp (10,500) - Sturm Graz (7,165) - Brøndby (7,000) |

### A csoport
| Hely. | Csapat       | M | Gy | D | V | G+ | G– | Gk  | P  | Továbbjutás                                                        |  | LYO | RAN | SPP | BRO |
| ----- | ------------ | - | -- | - | - | -- | -- | --- | -- | ------------------------------------------------------------------ |  | --- | --- | --- | --- |
| 1.    | Lyon         | 6 | 5  | 1 | 0 | 16 | 5  | +11 | 16 | Továbbjutott a nyolcaddöntőbe                                      |  | —   | 1–1 | 3–0 | 3–0 |
| 2.    | Rangers      | 6 | 2  | 2 | 2 | 6  | 5  | +1  | 8  | Továbbjutott a nyolcaddöntő rájátszásába                           |  | 0–2 | —   | 2–0 | 2–0 |
| 3.    | Sparta Praha | 6 | 2  | 1 | 3 | 6  | 9  | −3  | 7  | Átkerült az UEFA Európa Konferencia Liga nyolcaddöntő rájátszásába |  | 3–4 | 1–0 | —   | 2–0 |
| 4.    | Brøndby      | 6 | 0  | 2 | 4 | 2  | 11 | −9  | 2  |                                                                    |  | 1–3 | 1–1 | 0–0 | —   |

### B csoport
| Hely. | Csapat        | M | Gy | D | V | G+ | G– | Gk | P  | Továbbjutás                                                        |  | MON | SOC | PSV | STU |
| ----- | ------------- | - | -- | - | - | -- | -- | -- | -- | ------------------------------------------------------------------ |  | --- | --- | --- | --- |
| 1.    | Monaco        | 6 | 3  | 3 | 0 | 7  | 4  | +3 | 12 | Továbbjutott a nyolcaddöntőbe                                      |  | —   | 2–1 | 0–0 | 1–0 |
| 2.    | Real Sociedad | 6 | 2  | 3 | 1 | 9  | 6  | +3 | 9  | Továbbjutott a nyolcaddöntő rájátszásába                           |  | 1–1 | —   | 3–0 | 1–1 |
| 3.    | PSV Eindhoven | 6 | 2  | 2 | 2 | 9  | 8  | +1 | 8  | Átkerült az UEFA Európa Konferencia Liga nyolcaddöntő rájátszásába |  | 1–2 | 2–2 | —   | 2–0 |
| 4.    | Sturm Graz    | 6 | 0  | 2 | 4 | 3  | 10 | −7 | 2  |                                                                    |  | 1–1 | 0–1 | 1–4 | —   |

### C csoport
| Hely. | Csapat           | M | Gy | D | V | G+ | G– | Gk | P  | Továbbjutás                                                        |  | SPM | NAP | LEI | LEG |
| ----- | ---------------- | - | -- | - | - | -- | -- | -- | -- | ------------------------------------------------------------------ |  | --- | --- | --- | --- |
| 1.    | Szpartak Moszkva | 6 | 3  | 1 | 2 | 10 | 9  | +1 | 10 | Továbbjutott a nyolcaddöntőbe                                      |  | —   | 2–1 | 3–4 | 0–1 |
| 2.    | Napoli           | 6 | 3  | 1 | 2 | 15 | 10 | +5 | 10 | Továbbjutott a nyolcaddöntő rájátszásába                           |  | 2–3 | —   | 3–2 | 3–0 |
| 3.    | Leicester City   | 6 | 2  | 2 | 2 | 12 | 11 | +1 | 8  | Átkerült az UEFA Európa Konferencia Liga nyolcaddöntő rájátszásába |  | 1–1 | 2–2 | —   | 3–1 |
| 4.    | Legia Warszawa   | 6 | 2  | 0 | 4 | 4  | 11 | −7 | 6  |                                                                    |  | 0–1 | 1–4 | 1–0 | —   |

1. 1 2  Egymás elleni pontok: Szpartak Moszkva 6, Napoli 0.

### D csoport
| Hely. | Csapat              | M | Gy | D | V | G+ | G– | Gk | P  | Továbbjutás                                                        |  | FRA | OLY | FEN | ANT |
| ----- | ------------------- | - | -- | - | - | -- | -- | -- | -- | ------------------------------------------------------------------ |  | --- | --- | --- | --- |
| 1.    | Eintracht Frankfurt | 6 | 3  | 3 | 0 | 10 | 6  | +4 | 12 | Továbbjutott a nyolcaddöntőbe                                      |  | —   | 3–1 | 1–1 | 2–2 |
| 2.    | Olimbiakósz         | 6 | 3  | 0 | 3 | 8  | 7  | +1 | 9  | Továbbjutott a nyolcaddöntő rájátszásába                           |  | 1–2 | —   | 1–0 | 2–1 |
| 3.    | Fenerbahçe          | 6 | 1  | 3 | 2 | 7  | 8  | −1 | 6  | Átkerült az UEFA Európa Konferencia Liga nyolcaddöntő rájátszásába |  | 1–1 | 0–3 | —   | 2–2 |
| 4.    | Antwerp             | 6 | 1  | 2 | 3 | 6  | 10 | −4 | 5  |                                                                    |  | 0–1 | 1–0 | 0–3 | —   |

### E csoport
| Hely. | Csapat             | M | Gy | D | V | G+ | G– | Gk | P  | Továbbjutás                                                        |  | GAL | LAZ | MAR | LOK |
| ----- | ------------------ | - | -- | - | - | -- | -- | -- | -- | ------------------------------------------------------------------ |  | --- | --- | --- | --- |
| 1.    | Galatasaray        | 6 | 3  | 3 | 0 | 7  | 3  | +4 | 12 | Továbbjutott a nyolcaddöntőbe                                      |  | —   | 1–0 | 4–2 | 1–1 |
| 2.    | Lazio              | 6 | 2  | 3 | 1 | 7  | 3  | +4 | 9  | Továbbjutott a nyolcaddöntő rájátszásába                           |  | 0–0 | —   | 0–0 | 2–0 |
| 3.    | Marseille          | 6 | 1  | 4 | 1 | 6  | 7  | −1 | 7  | Átkerült az UEFA Európa Konferencia Liga nyolcaddöntő rájátszásába |  | 0–0 | 2–2 | —   | 1–0 |
| 4.    | Lokomotyiv Moszkva | 6 | 0  | 2 | 4 | 2  | 9  | −7 | 2  |                                                                    |  | 0–1 | 0–3 | 1–1 | —   |

### F csoport
| Hely. | Csapat            | M | Gy | D | V | G+ | G– | Gk | P  | Továbbjutás                                                        |  | RSB | BRA | MID | LUD |
| ----- | ----------------- | - | -- | - | - | -- | -- | -- | -- | ------------------------------------------------------------------ |  | --- | --- | --- | --- |
| 1.    | Crvena zvezda     | 6 | 3  | 2 | 1 | 6  | 4  | +2 | 11 | Továbbjutott a nyolcaddöntőbe                                      |  | —   | 2–1 | 0–1 | 1–0 |
| 2.    | Braga             | 6 | 3  | 1 | 2 | 12 | 9  | +3 | 10 | Továbbjutott a nyolcaddöntő rájátszásába                           |  | 1–1 | —   | 3–1 | 4–2 |
| 3.    | Midtjylland       | 6 | 2  | 3 | 1 | 7  | 7  | 0  | 9  | Átkerült az UEFA Európa Konferencia Liga nyolcaddöntő rájátszásába |  | 1–1 | 3–2 | —   | 1–1 |
| 4.    | Ludogorec Razgrad | 6 | 0  | 2 | 4 | 3  | 8  | −5 | 2  |                                                                    |  | 0–1 | 0–1 | 0–0 | —   |

### G csoport
| Hely. | Csapat           | M | Gy | D | V | G+ | G– | Gk | P  | Továbbjutás                                                        |  | LEV | BET | CEL | FTC |
| ----- | ---------------- | - | -- | - | - | -- | -- | -- | -- | ------------------------------------------------------------------ |  | --- | --- | --- | --- |
| 1.    | Bayer Leverkusen | 6 | 4  | 1 | 1 | 14 | 5  | +9 | 13 | Továbbjutott a nyolcaddöntőbe                                      |  | —   | 4–0 | 3–2 | 2–1 |
| 2.    | Real Betis       | 6 | 3  | 1 | 2 | 12 | 12 | 0  | 10 | Továbbjutott a nyolcaddöntő rájátszásába                           |  | 1–1 | —   | 4–3 | 2–0 |
| 3.    | Celtic           | 6 | 3  | 0 | 3 | 13 | 15 | −2 | 9  | Átkerült az UEFA Európa Konferencia Liga nyolcaddöntő rájátszásába |  | 0–4 | 3–2 | —   | 2–0 |
| 4.    | Ferencváros      | 6 | 1  | 0 | 5 | 5  | 12 | −7 | 3  |                                                                    |  | 1–0 | 1–3 | 2–3 | —   |

### H csoport
| Hely. | Csapat          | M | Gy | D | V | G+ | G– | Gk | P  | Továbbjutás                                                        |  | WHU | DZA | RWI | GNK |
| ----- | --------------- | - | -- | - | - | -- | -- | -- | -- | ------------------------------------------------------------------ |  | --- | --- | --- | --- |
| 1.    | West Ham United | 6 | 4  | 1 | 1 | 11 | 3  | +8 | 13 | Továbbjutott a nyolcaddöntőbe                                      |  | —   | 0–1 | 2–0 | 3–0 |
| 2.    | Dinamo Zagreb   | 6 | 3  | 1 | 2 | 9  | 6  | +3 | 10 | Továbbjutott a nyolcaddöntő rájátszásába                           |  | 0–2 | —   | 3–1 | 1–1 |
| 3.    | Rapid Wien      | 6 | 2  | 0 | 4 | 4  | 9  | −5 | 6  | Átkerült az UEFA Európa Konferencia Liga nyolcaddöntő rájátszásába |  | 0–2 | 2–1 | —   | 0–1 |
| 4.    | Genk            | 6 | 1  | 2 | 3 | 4  | 10 | −6 | 5  |                                                                    |  | 2–2 | 0–3 | 0–1 | —   |

## Egyenes kieséses szakasz
Az egyenes kieséses szakaszban 24 csapat vett részt:
- A nyolcaddöntőbe kerültek a csoportkör első helyezettjei
- A nyolcaddöntő rájátszásába kerültek a csoportkör második helyezettjei és az UEFA-bajnokok ligája csoportkörének harmadik helyezettjei.

A döntő kivételével az összes fordulóban két mérkőzés alapján dőlt el a továbbjutás.

### A nyolcaddöntő rájátszása
A forduló sorsolását 2021. december 13-án, közép-európai idő szerint 13 órától tartották. A sorsolás során az Európa-liga csoportkörének második helyezettjeit az UEFA-bajnokok ligája csoportkörének harmadik helyezettjeivel párosították. Azonos tagországba tartozó csapatok nem játszhattak egymással. Az Európa-liga csoportkörének második helyezettjei játszották a második mérkőzést hazai pályán. Az első mérkőzéseket 2022. február 17-én, a második mérkőzéseket február 24-én játszották. A győztesek a nyolcaddöntőbe kerültek, a vesztesek kiestek.
| 1. csapat         | Össz.Tooltip Aggregate score | 2. csapat     | 1. mérk. | 2. mérk.   |
| ----------------- | ---------------------------- | ------------- | -------- | ---------- |
| Sevilla           | 3–2                          | Dinamo Zagreb | 3–1      | 0–1        |
| Atalanta          | 5–1                          | Olimbiakósz   | 2–1      | 3–0        |
| RB Leipzig        | 5–3                          | Real Sociedad | 2–2      | 3–1        |
| Barcelona         | 5–3                          | Napoli        | 1–1      | 4–2        |
| Zenyit            | 2–3                          | Real Betis    | 2–3      | 0–0        |
| Borussia Dortmund | 4–6                          | Rangers       | 2–4      | 2–2        |
| Sheriff Tiraspol  | 2–2 (t. 2–3)                 | Braga         | 2–0      | 0–2 (h.u.) |
| Porto             | 4–3                          | Lazio         | 2–1      | 2–2        |

### Nyolcaddöntők
A nyolcaddöntők sorsolását 2022. február 25-én, közép-európai idő szerint 13 órától tartották. A sorsolás során az Európa-liga csoportkörének első helyezettjeit a nyolcaddöntő rájátszásának győzteseivel párosították. Azonos tagországba tartozó csapatok nem játszhattak egymással. Az Európa-liga csoportkörének első helyezettjei játszották a második mérkőzést hazai pályán. Az első mérkőzéseket 2022. március 10-én, a második mérkőzéseket március 17-én játszották.
| 1. csapat  | Össz.Tooltip Aggregate score | 2. csapat           | 1. mérk. | 2. mérk.   |
| ---------- | ---------------------------- | ------------------- | -------- | ---------- |
| Rangers    | 4–2                          | Crvena zvezda       | 3–0      | 1–2        |
| Braga      | 3–1                          | Monaco              | 2–0      | 1–1        |
| Porto      | 1–2                          | Lyon                | 0–1      | 1–1        |
| Atalanta   | 4–2                          | Bayer Leverkusen    | 3–2      | 1–0        |
| Sevilla    | 1–2                          | West Ham United     | 1–0      | 0–2 (h.u.) |
| Barcelona  | 2–1                          | Galatasaray         | 0–0      | 2–1        |
| RB Leipzig | játék nélkül                 | Szpartak Moszkva    | —        | —          |
| Real Betis | 2–3                          | Eintracht Frankfurt | 1–2      | 1–1 (h.u.) |

### Negyeddöntők
A negyeddöntők sorsolását 2022. március 18-án, közép-európai idő szerint 13:30-tól tartották. Az első mérkőzéseket 2022. április 7-én, a második mérkőzéseket április 14-én játszották.
| 1. csapat           | Össz.Tooltip Aggregate score | 2. csapat | 1. mérk. | 2. mérk.   |
| ------------------- | ---------------------------- | --------- | -------- | ---------- |
| RB Leipzig          | 3–1                          | Atalanta  | 1–1      | 2–0        |
| Eintracht Frankfurt | 4–3                          | Barcelona | 1–1      | 3–2        |
| West Ham United     | 4–1                          | Lyon      | 1–1      | 3–0        |
| Braga               | 2–3                          | Rangers   | 1–0      | 1–3 (h.u.) |

### Elődöntők
Az elődöntők sorsolását 2022. március 18-án, közép-európai idő szerint 13:30-tól tartották. Az első mérkőzéseket 2022. április 28-án, a második mérkőzéseket május 5-én játszották.
| 1. csapat       | Össz.Tooltip Aggregate score | 2. csapat           | 1. mérk. | 2. mérk. |
| --------------- | ---------------------------- | ------------------- | -------- | -------- |
| RB Leipzig      | 2–3                          | Rangers             | 1–0      | 1–3      |
| West Ham United | 1–3                          | Eintracht Frankfurt | 1–2      | 0–1      |

### Döntő
A pályaválasztót 2022. március 18-án sorsolták, az elődöntők sorsolását követően.
| 2022. május 18. 21:00 |

| Eintracht Frankfurt              | 1–1 (h. u.)                 | Rangers                              |
| -------------------------------- | --------------------------- | ------------------------------------ |
| Borré 69'                        | (0–0, 1–1, 1–1) Jegyzőkönyv | Aribo 57'                            |
| Büntetőpárbaj                    |                             |                                      |
| Lenz Hrustic Kamada Kostić Borré | 5–4                         | Tavernier Davis Arfield Ramsey Roofe |

| Estadio Ramón Sánchez-Pizjuán, Sevilla Nézőszám: 38 842 Játékvezető: Slavko Vinčić (szlovén) |